# BD+20 2457 b
BD+20 2457 b est une exoplanète orbitant autour de l'étoile BD+20 2457, elle a été découverte en 2009.